# Instituto Geográfico Nacional da Espanha

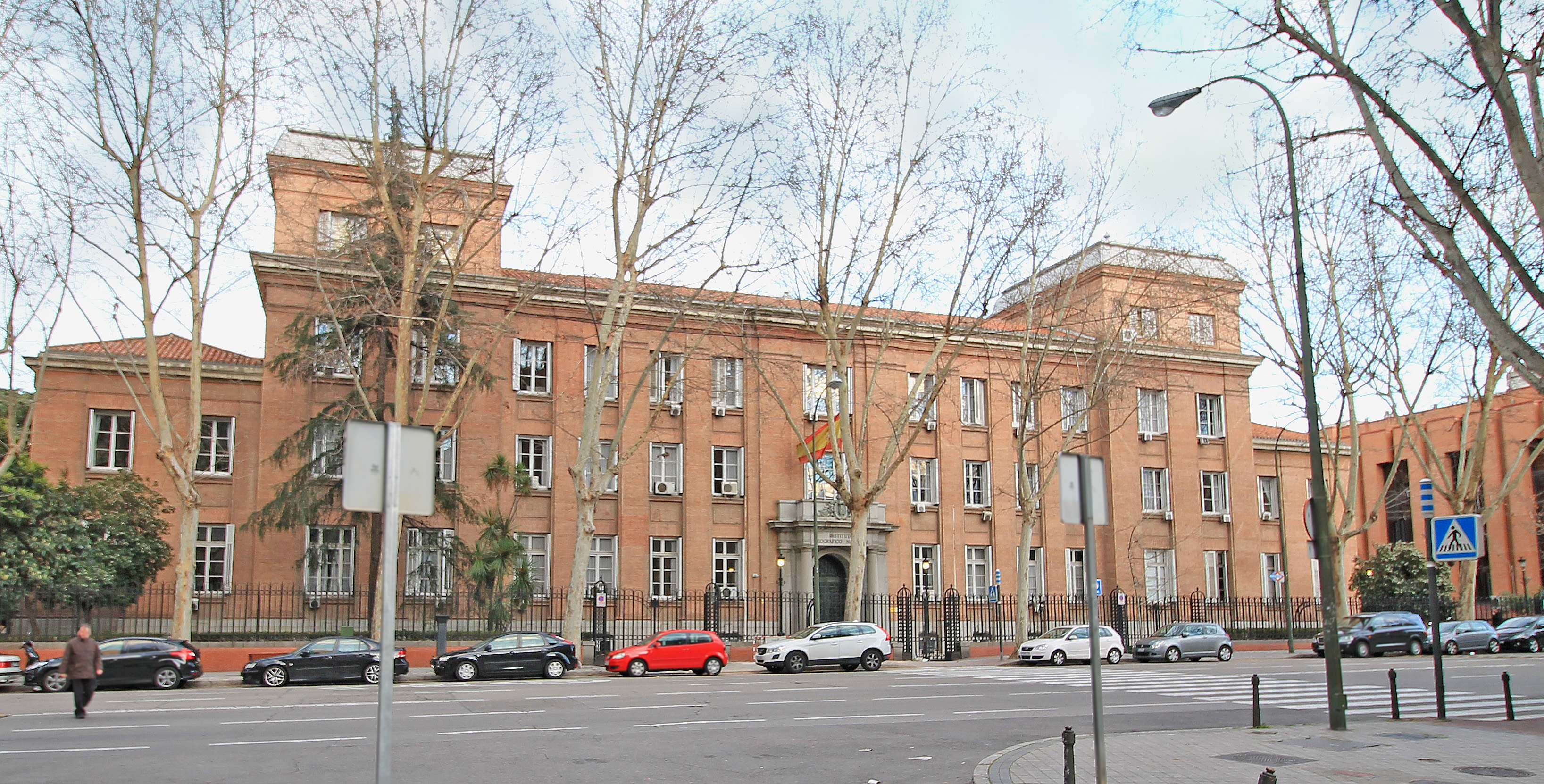
Sede central (Madrid).

O Instituto Geográfico Nacional da Espanha (em castelhano:  Instituto Geográfico Nacional de España) é uma entidade pública responsável por estudos astronômicos, cartográficos, geofísicos, sísmicos e de geografia política da Espanha.